# ۱۱۳۹ (قمری)
۱۱۳۹ (قمری)، هزار و صد و سی و نهمین سال در گاهشماری هجری قمری است. اول محرم این سال برابر با بیست و نهم اوت سال ۱۷۲۶ میلادی است.

## رویدادها
حمله محمدحسن خان قاجار به استر آباد و برگرداندن حکومت آنجا به خاندان خود.